# Rééducation orthophonique (revue)
Rééducation orthophonique est une revue scientifique française consacrée à l'orthophonie, créée en 1962 par Suzanne Borel-Maisonny.

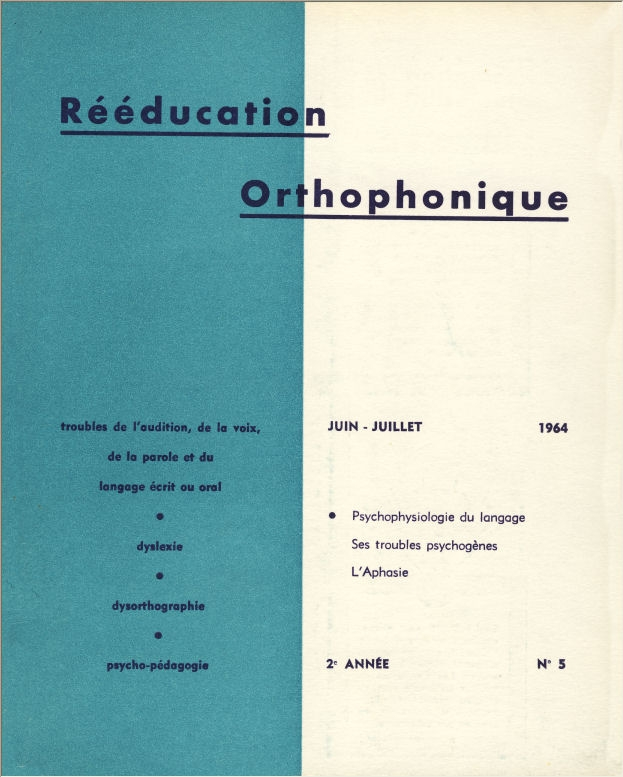
Rééducation Orthophonique - 1964

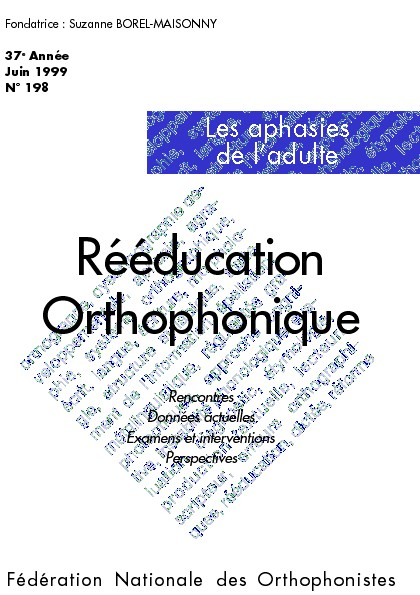
Rééducation Orthophonique - 1999

## Histoire
Créée en 1962 par Suzanne Borel-Maisonny, et éditée initialement par l’Association pour la rééducation de la parole, du langage oral et écrit et de la voix (ARPLOEV), Rééducation orthophonique a joué un rôle essentiel[réf. nécessaire] comme vecteur d'identification, de référence et de développement de l'orthophonie en France.
Sa fondatrice désirait en faire le point de rencontre des orthophonistes avec tous ceux qui sont appelés à être concernés par la rééducation orthophonique : médecins, psychologues, enseignants, acteurs sociaux ou parents. Elle assignait à cette revue scientifique et clinique une mission d'information pour la prévention des troubles de la voix, de la parole, du langage oral et écrit. Cent quatre-vingt numéros ont ainsi été publiés jusqu'en décembre 1994.
En décembre 1994, l’ARPLOEV confie à la Fédération nationale des orthophonistes (FNO) la publication de Rééducation orthophonique qui édite les onze derniers numéros de la première série.

## La nouvelle série
Depuis 1997, Rééducation orthophonique propose des numéros thématiques. La rédaction en est confiée à un praticien pour établir la synthèse des connaissances actuelles dans le domaine étudié.